# Brigada de Operaciones Especiales Lautaro
La Brigada de Operaciones Especiales Lautaro (BOE) del coronel Eulogio Robles Pinochet es una unidad de élite del Ejército de Chile.
La Brigada se encuentra en la localidad de Peldehue, en el campo militar del mismo nombre (ex fuerte Arteaga), en la comuna de Colina, al norte de la ciudad de Santiago.
Para su funcionamiento debió cerrarse el Regimiento de Infantería n.º 22 "Lautaro" y el Grupo de Caballería Blindada n.º 4 "Coraceros". Está compuesta por unidades de fuerzas especiales terrestres, de montaña y paracaidistas, comandos, buzos tácticos, francotiradores, combate especial.

## Unidades
- Escuela de Paracaidistas y Fuerzas Especiales (ESC.PAR.FEs)
- Batallón de Paracaidistas n° 1 "Pelantaro" (BTN.PARAC.N-1)
- Agrupación de Comandos n°5 "Lientur" (AGRUCOM)
- Agrupación de Comandos n°6 "Leucotón" (AGRUCOM)
- Agrupación de Comandos n°12 "Galvarino" (AGRUCOM)
- Agrupación de Fuerzas Especiales (AFE)
- Agrupación Especial de Montaña (AGREM)
- Brigada de Inteligencia (BRINTEL)
- Pelotón de Telecomunicaciones (PEL.TEL)
- Compañía Logística Administrativa (C.L A)
- Unidad de Cuartel (Policía Militar - PM)
- Cuartel General (CG)

### Unidad Antiterrorista de Comandos Cobra (UAT Cobra)

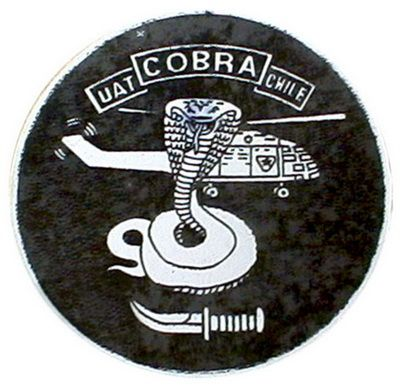
Insignia la Unidad UAT "Cobra".

La Compañía Cobra (U.A.T) y Cobra A.E fueron una unidad Antiterrorista de la antigua Escuela de Paracaidistas y Fuerzas Especiales (ESCPAR Y FF.EE) del Ejército de Chile. Reorganizados hacia 2006 en formato de brigada, no hay datos que permitan asegurar cuando fue disuelta o si fue disuelta o no. Fuentes oficiales consideran que dejó de existir entre 1998 y año 2000; y que la descendencia de los Cobra (UAT) o su evolución en la BOE pueden ser las Agrupaciones: (N°12 GALVARINO) o (Fuerzas Especiales) del Ejército.
COMPAÑÍA CASCABEL
La Compañía Cascabel fue una compañía clasificada de operaciones negras, con focalización en operaciones CT Contraterrorismo, Contraguerrilla, Seguridad Presidencial, Asesinato Selectivo, Acción Política, Infiltración y otras Operaciones Especiales.
Las Compañías Cobra y Cascabel (hermanas), eran formadas y entrenadas exhaustivamente por unidades cómo; Servicio Aéreo Especial, Danish Jaeger Corps, Agencia Central de Inteligencia Centro de Actividades Especiales y otras unidades de Operaciones Especiales.

### Agrupaciones de Comandos en el Norte y Sur ( AGRUCOM )

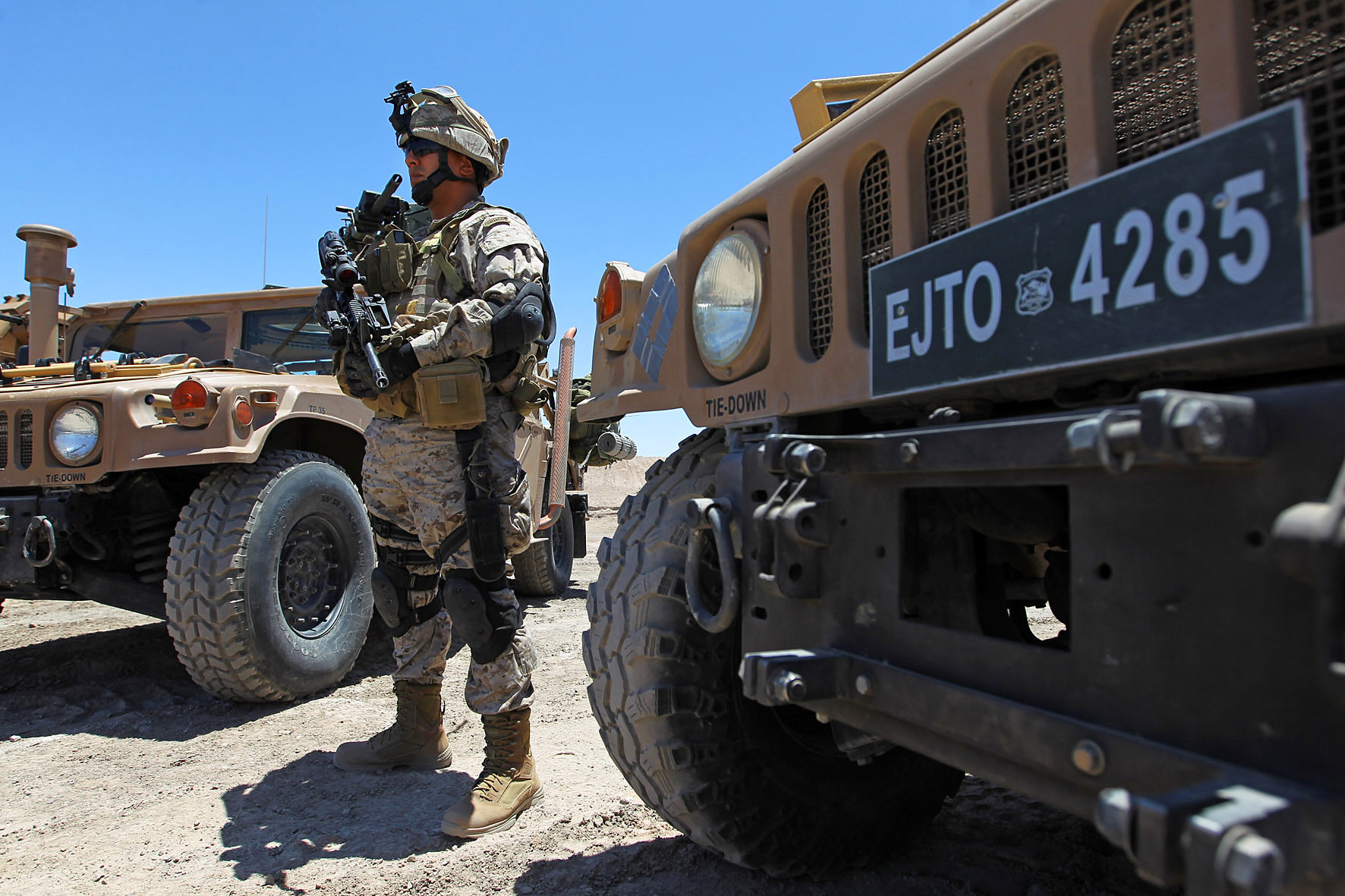
Huracán BOE Norte

- Agrupación de Comandos N°6 "Leucotón" pertenece a la Brigada de Operaciones Especiales "Lautaro", siendo dependientes de la Brigada Acorazada n° 2 "Cazadores" / VI División de Ejército) con asiento la ciudad de Iquique.
- Agrupación de Comandos N°5 "Lientur" pertenece a la Brigada de Operaciones Especiales "Lautaro"; siendo dependientes del Regimiento Reforzado n.º 10 "Pudeto" / V División de Ejército con asiento en la ciudad de Punta Arenas.

## Equipamiento

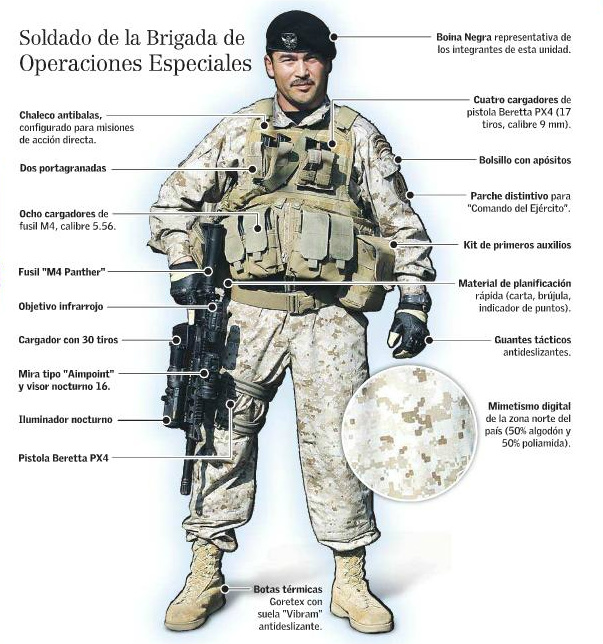
Comando paracaidista

Los soldados, a menudo cubiertos con un pasamontañas van armados con una un fusil IWI Arad carabina M4 Panther con ocho cargadores de forma estándar —aunque si lo prefieren pueden usar la línea de fusiles SIG SG 540 o los nuevos IWI Galil ACE—, que a menudo personalizan con miras ACOG, Aimpoint CompM2 (más comunes en el ejército) o láser AN/PEQ-2; llevan también una linterna y la pistola estándar que utilizan es la Beretta PX4 Storm con 4 cargadores de 17 balas 9x19 mm Parabellum. Como subfusil está el FAMAE SAF, pero tienen también a disposición el Heckler & Koch MP5. Como ametralladora ligera utilizan la FN Minimi y como fusil de francotirador se destaca el Barrett M82, pero se les ha visto usar también el PGM 338 francés y APR 338 suizo. En operaciones nocturnas a sus cascos les añaden visores nocturnos ATN 6015-4.

## Tecnología
La Brigada de Inteligencia (BRINTEL) posee un avión no tripulado de fabricación propia, denominado Láscar, que pasó sus ensayos en el aeródromo de la localidad de Hualpén, a unos 530 kilómetros al sur de Santiago, en noviembre de 2012. De 1,60 metros de largo y 2,70 de envergadura, corresponde a un proyecto que el Ejército de Chile desarrolló desde el año 2008 en colaboración con la Universidad de Concepción y algunas empresas privadas.
Según los oficiales responsables del proyecto, el Láscar puede ser utilizado en el monitoreo de fuentes hídricas, de erupciones volcánicas, desastres naturales u operativos de rescate, vigilancia de incendios y en prospección pesquera, entre otras funciones.

## Cursos
Para destacar, en especial la Agrupación de Fuerzas Especiales del Ejército (AFE´s) realiza entrenamientos y cursos de intercambio con unidades de operaciones especiales internacionales, en las que encontramos: Servicio Aéreo Especial, Fuerza Delta, Sayeret Matkal, Duvdevan, KSK, Centro de Actividades Especiales, Regimiento Raider de los Marines, Jaeger Corps (Dinamarca) y muchas unidades más. Cómo también, la Agrupación Especial de Montaña realiza operaciones especiales en montaña, ésta unidad fue la principal gestora de operaciones en Afganistán en la Guerra Contra el Terrorismo en terreno de montañas para encontrar al escurridizo Osama bin Laden, la AGREM opera en conjunto con Servicio Aéreo Especial en constante y AGREM es catalogada cómo la 2da Mejor Unidad de Fuerzas Especiales del Mundo en Montaña, siendo superada por el legendario Servicio Aéreo Especial y estando por encima de FSK de Noruega.
En 2025 se realizó el primer Curso de Asalto Vertical orientado a soldados conscriptos realizando su Servicio Militar Obligatorio; consistiendo de embarque, autodescenso a 25 mts. de altura y fast rope a 15 mts. de altura desde un helicóptero Cougar de la Brigada de Aviación. 30 soldados conscriptos del Batallón de paracaidistas N°1 "Pelantaru" completaron el curso de manera satisfactoria.

## Galería

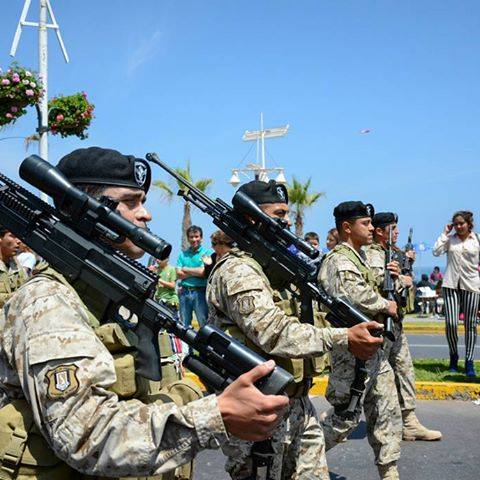
Agrupación de Comandos N°6 "Leucotón"
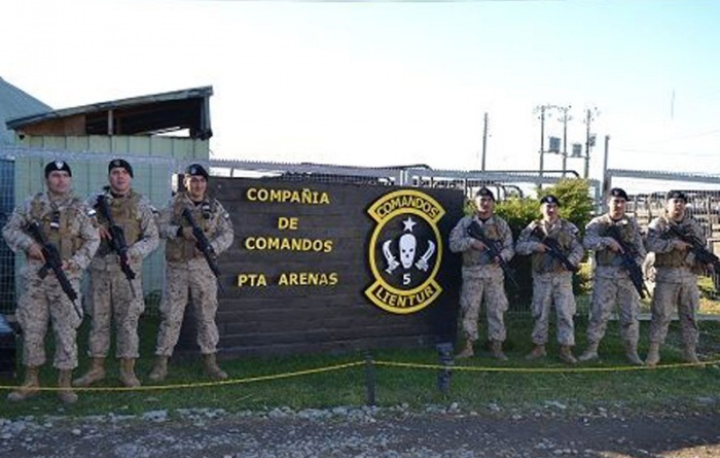
Personal de la Agrupación de Comandos N°5 "Lientur"
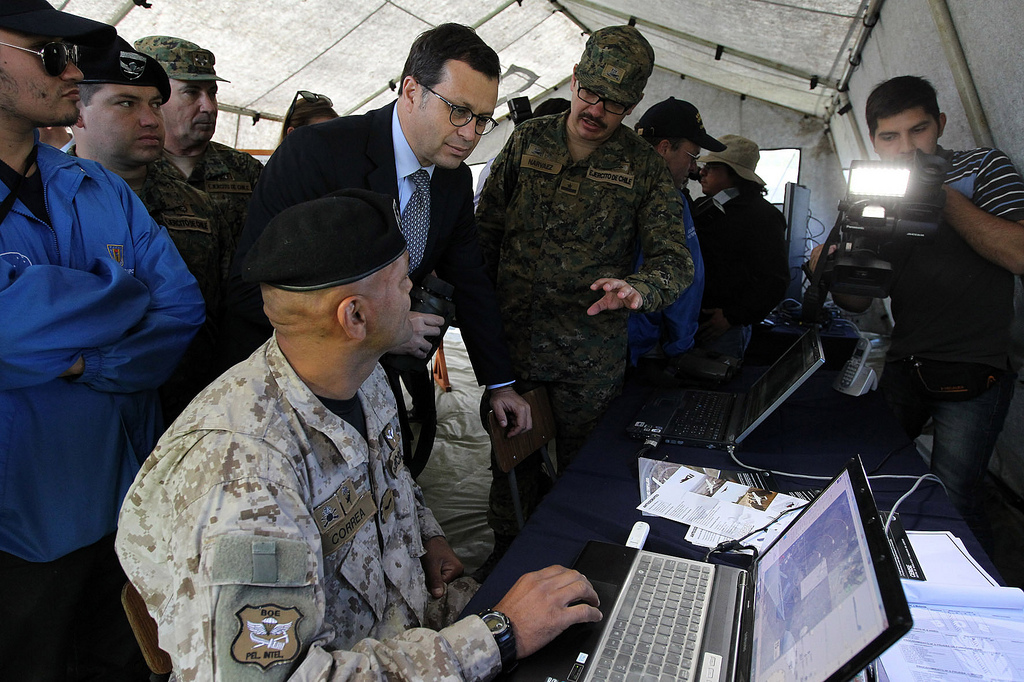
Brigada de Inteligencia
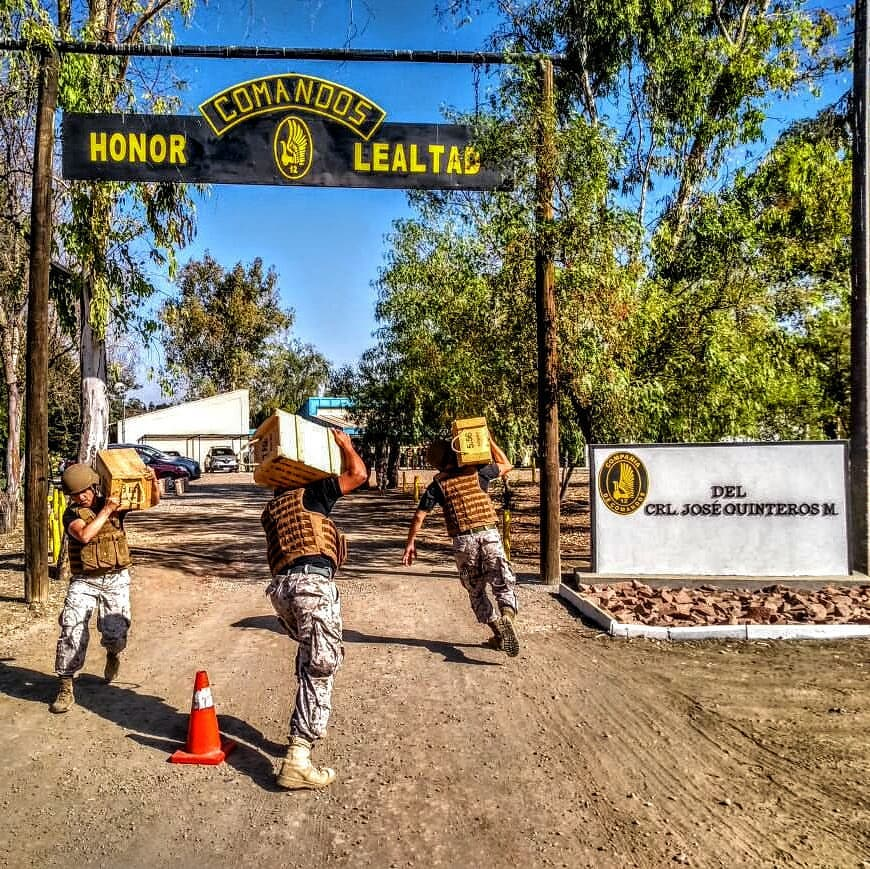
Agrupación de Comandos N°12 "Galvarino"
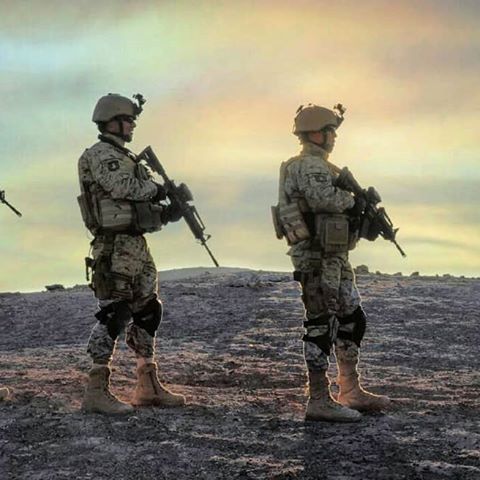
Agrupación de Comandos N°6 "Leucotón"
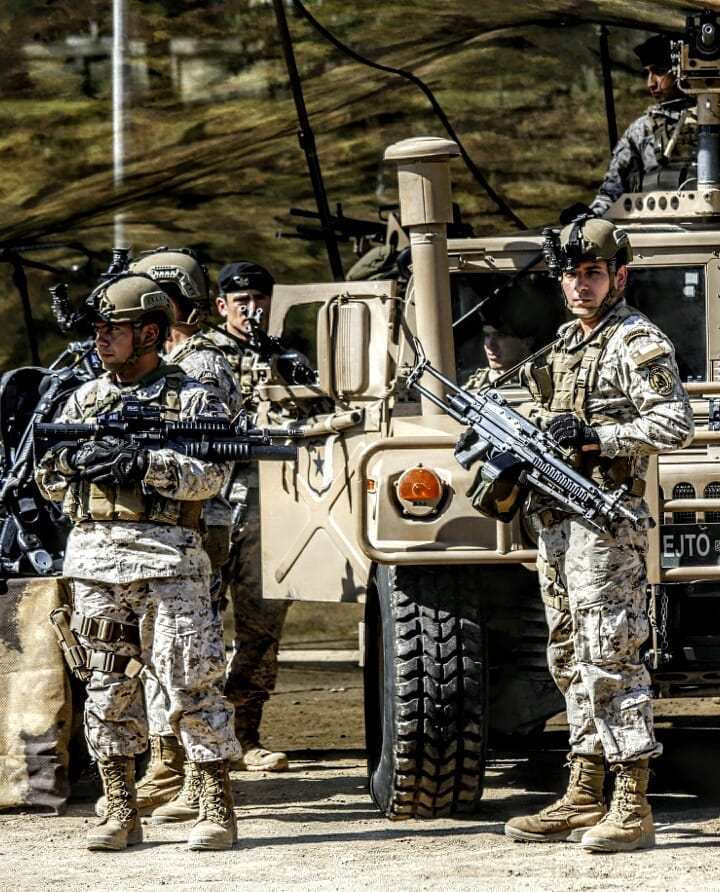
Agrupación de Comandos N°12 "Galvarino"
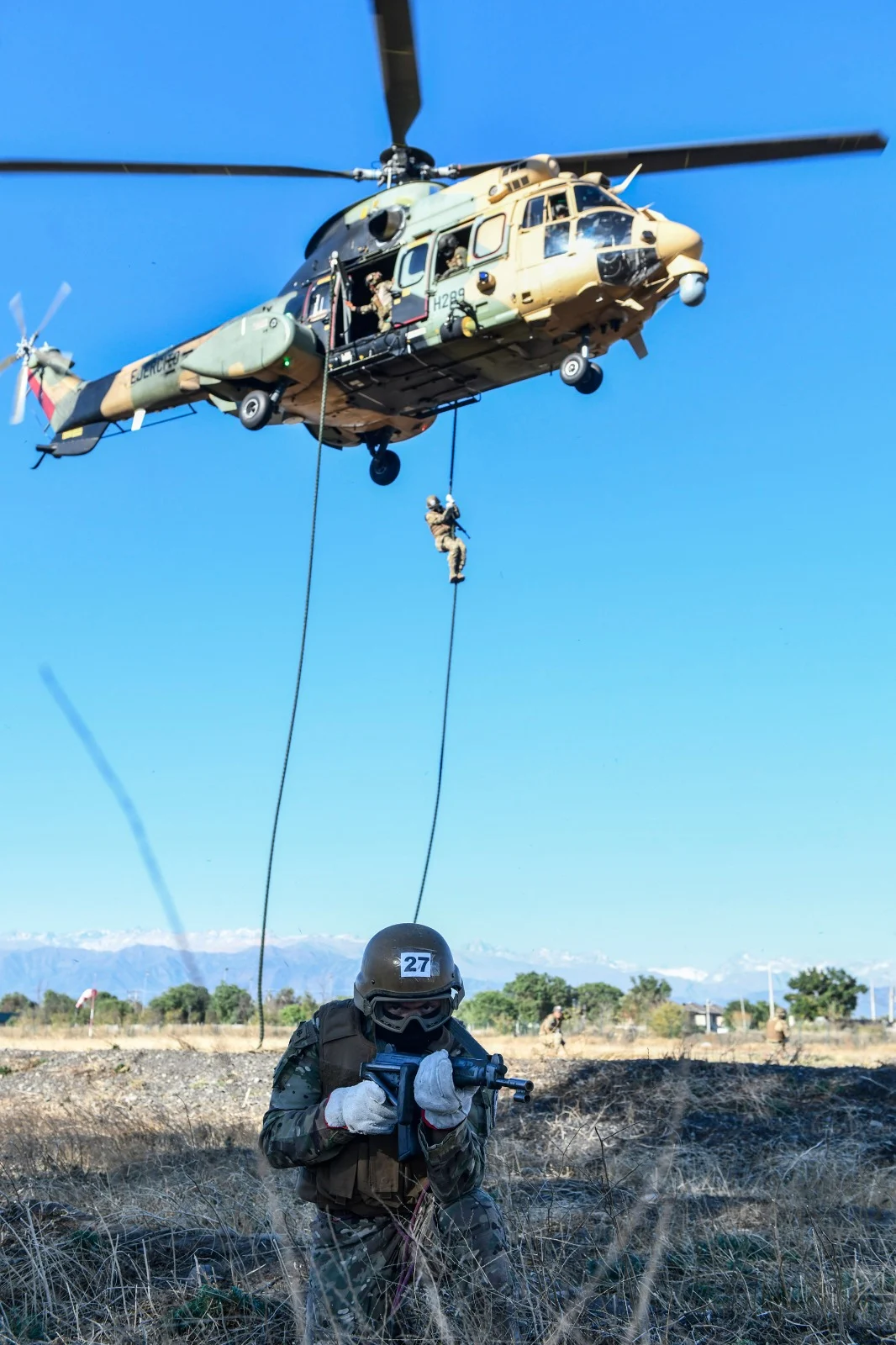
Conscriptos del Batallón de Paracaidistas N° 1 "Pelantaro"